# Pico Matias Simão

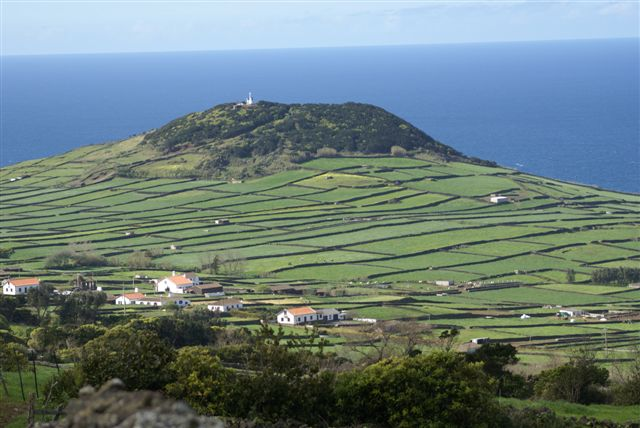
Pico Matias Simão, Altares.

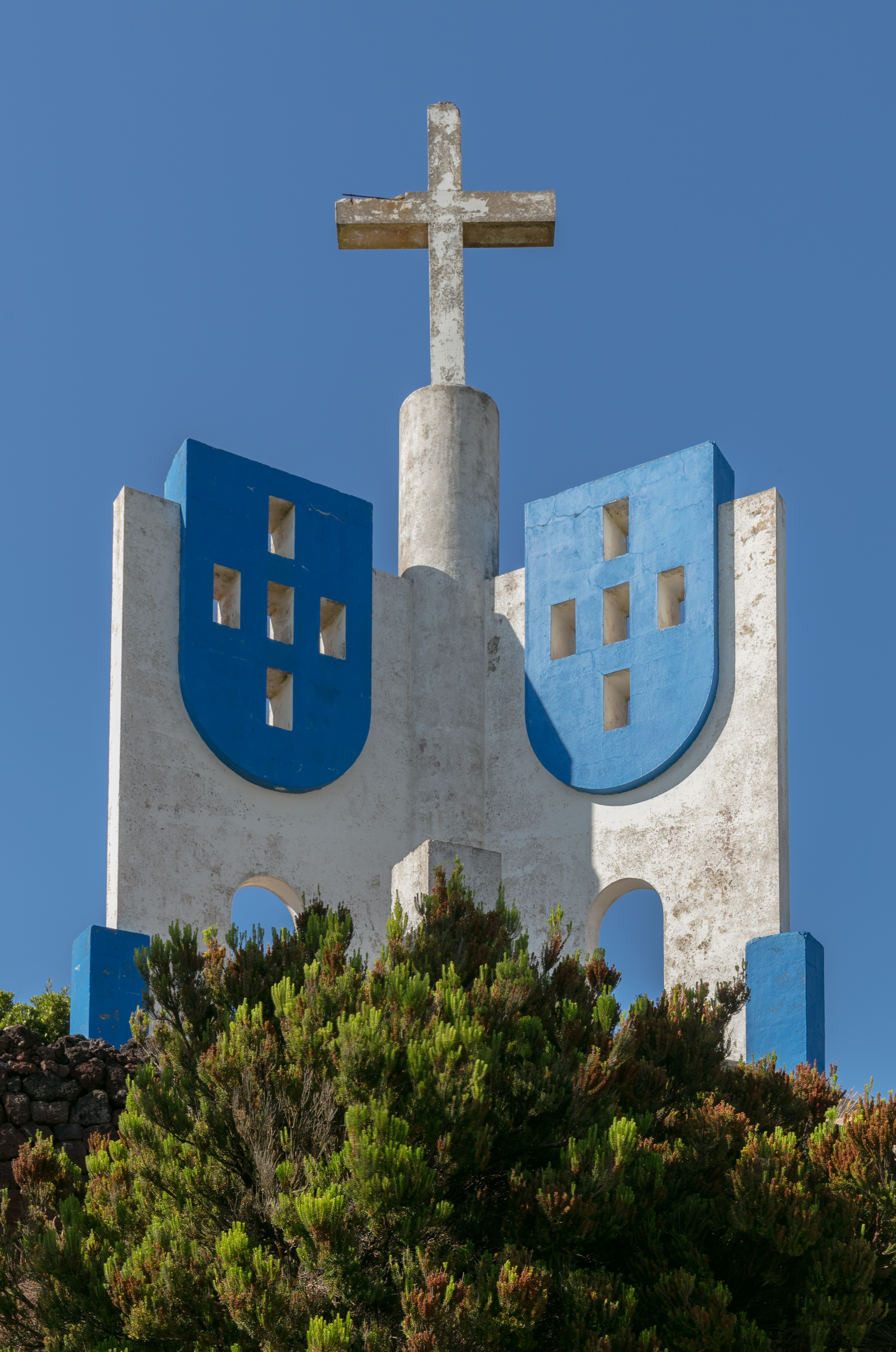
Cruzeiro no pico, autoria de Francisco Coelho Maduro Dias.

O Pico Matias Simão, por vezes referido por Morro dos Altares, é uma elevação de origem vulcânica, fortemente erodida pelo mar, com 153 m de altitude no seu cume, localizada na freguesia açoriana dos Altares, concelho de Angra do Heroísmo, ilha Terceira. A elevação é um cone adventício integrada no complexo vulcânico da Serra de Santa Bárbara, de que constitui o limite norte da parte emersa, sendo caracterizado por rochas derivadas de lava basáltica relativamente viscosa que deu origem a uma massa do tipo spatter (lava em salpicos) alternada com escoadas lávicas basálticas e camadas de lapilli (bagacina) de cor avermelhada. A arriba está talhada no edifício vulcânico, de que só resta metade, já que a vertente norte foi totalmente erodida pela ação das ondas. No topo da elevação está o Miradouro do Pico Matias Simão, um dos locais mais visitados da ilha, e um cruzeiro comemorativo da Restauração.

## Descrição
O Pico Matias localiza-se na costa nor-noroeste da ilha Terceira, na freguesia dos Altares, no extremo nordeste do concelho de Angra do Heroísmo. O topónimo será uma corruptela do nome de Martim Simão, genro de um dos primeiros povoadores e senhor de terras naquele lugar nos inícios do século XVI. Ainda no campo da toponímia, embora sem qualquer base documental, os cronistas António Cordeiro e Jerónimo Emiliano de Andrade afirmam que o Pico Matias Simão, como que um altar que vem render-se ao mar, terá estado na origem do nome da própria freguesia.
O Pico Matias Simão corresponde aos resquícios de um cone de salpicos de lava (spatter) basálticos, de cor avermelhada, aspeto esmaltado e deformados plasticamente. Muito erodido por ação do mar, este cone vulcânico apresenta uma arriba alta e escarpada, com depósitos de cascalheira de praia na base.
A sua topografia e posição dominante sobre o litoral norte da Terceira dá a este monte um carácter de verdadeiro marco na paisagem e faz com que assuma contornos de ícone para a freguesia. Eleva-se a 153 metros acima do nível médio do mar e teve origem numa erupção de lavas basálticas relativamente viscosas que produziram camadas de lapilli (as bagacinas vermelhas) e escórias vulcânicas grosseiras intercaladas com escoadas de lavas basálticas relativamente espessas. Este vulcão foi construído por materiais emitidos a partir de uma chaminé vulcânica, hoje dissecada pela erosão marinha, na qual ocorreu uma erupção estromboliana com diferentes fases. As mais explosivas lançaram cinzas, bombas e outros fragmentos piroclásticos na atmosfera, que depois de depositados formaram os tufos vulcânicos que se podem ver sobre o solo primitivo, enquanto as mais efusivas produziram múltiplas escoadas lávicas.
A estrutura é uma das numerosas chaminés adventícias do grande estratovulcão da Serra de Santa Bárbara, que se eleva a 1021 metros a cerca de 6 km para su-sudoeste, e com o qual, como cone adventício, se encontra fortemente relacionado do ponto de vista estrutural e petrológico. A estrutura marca presentemente o extremo nordeste da parte emersa do Maciço de Santa Bárbara, incluindo-se numa plataforma, presentemente submersa, que se prolonga para norte dando origem a uma zona de fundos relativamente elevados conhecida pelos pescadores por Pedra do Altar.
Os materiais emitidos pela erupção que deu origem ao Pico Matias Simão, incluem lavas pastosas que deram ao local um particular interesse geológico, muito devido ao facto deste vulcão ser o melhor exemplo na ilha Terceira, e certamente um dos melhores do arquipélago dos Açores, de um cone de spatter, um cone rico em salpicos de lava. A emissão de lava viscosa, ou pastosa, ajudou a fazer crescer um cone em cujos flancos expostos se podem ver as distintas e curiosas formas retorcidas que as rochas avermelhadas apresentam. A existência de fases de emissão de lavas mais fluidas criou um conjunto de pequenos tubos lávicos que deu origem a uma variedade de cavidades vulcânicas (as furnas, algumas com interesse biológico dada a variedade de organismos troglóbios que albergam. 
O paleossolo subjacente aos materiais emitidos, que se estende ao longo da extensa planície que se localiza a sul e a sudoeste do monte, conhecida pelas Achadas, é de natureza argilosa, embora rico em fenocristais diversos que o tornam difícil de recozer. Esta argila vulcânica foi a matéria-prima para a laboração dos três telhais que existiram nos Altares, os quais utilizavam este material principalmente para o fabrico da tradicional telha de canudo e de tijolos de grés para fornos e lareiras.
O Pico Matias Simão está incrustado na costa norte da ilha, a mais exposta à erosão marinha, que nesta parte da costa terceirense é muito ativa pois esta está exposta à ondulação gerada pelas grandes tempestades das latitudes médias e altas do Atlântico Norte. Em consequência o monte está dissecada pela abrasão marinha, a qual talhou ao longo de todo o norte da ilha uma arriba alcantilada, quase sempre vertical, em geral de 40 a 50 m de altura, mas que atinge os 153 m acima do nível médio do mar na face norte do Pico Matias Simão. Estas arribas, constituídas por materiais muito heterogéneos, são de consistência pouco estável e por isso sujeitas a ocasionais derrocadas, a maior das quais dos últimos tempos ocorreu na sequência do terramoto de 1 de janeiro de 1980, sismo que atingiu duramente a freguesia dos Altares, e que levou a um grande movimento de massa na encosta norte do Pico Matias Simão, reduzindo substancialmente a plataforma existente no seu topo.

### Estatuto de conservação
O Pico Matias Simão alberga na sua parte superior uma pequena mancha de floresta relíquia dos matos costeiros dos Açores, dominada em grande parte por faia-da-terra (Morella faya) e por pau-branco (Picconia azorica). Para além disso, o monte é rico em cavidades vulcânicas, o que cria um conjunto muito diversificado de habitats. Estas características, e o grande interesse geológico e paisagístico do local, levou à sua inclusão no Parque Natural da Terceira, criado pelo Decreto Legislativo Regional n.º 11/2011/A, de 20 de Abril, cujos limites incluem toda a falésia costeira e os flancos do monte acima dos 110 m de altitude. O Pico Matias Simão integra a unidade TER11 — Área protegida para a gestão de habitats ou espécies do Planalto Central e Costa Noroeste, com o estatuto de área protegida para a gestão de habitats ou espécies, nos termos do artigo 14.º daquele diploma.
O interesse geológico e a raridade das formações de salpicos de lava (spatter), pela variedade de elementos vulcânicos e processos geológicos que apresenta, justificou a integração do pico no geossítio Biscoitos - Matias Simão do Geoparque Açores.
A maior parte do pico foi adquirida pelo Município de Angra do Heroísmo e integrado no seu domínio privativo, o que permite a visitação sem restrições e garante a conservação da floresta e dos monumentos ali existentes, para além de albergar um conjunto de equipamentos de telecomunicações de radiodifusão e de emergência.

### Cruzeiro e miradouro do Pico Matias Simão
A posição dominante que o Pico assume na costa norte terceirense levou a que fosse o local escolhido para edificação de um padrão inserido nas manifestações arquitetónicas do movimento nacionalista de suporte ao regime do Estado Novo, que na década de 1940 promoveu as celebrações do Duplo Centenário e incentivou a construção de cruzeiros e de padrões em lugares de grande visibilidade. Estes cruzeiros, promovidos pela ação do cónego Moreira das Neves e historicamente coincidentes com o primeiro ano da Segunda Guerra Mundial, tiveram o propósito de comemorar a data da Fundação do Estado Português (1140) e da Restauração da Independência (1640), mas, também (e esse seria o objetivo primordial), de celebrar o Estado Novo, então em fase de consolidação.
Por iniciativa de Manuel Cardoso do Couto, clérigo altarense e ferveroso apoiante do Estado Novo, o Pico Matias Simão foi escolhido para uma dessas construções, pelo que a 8 de dezembro de 1940 foi ali inaugurado, com grande pompa, em cerimónia presidida pelo governador civil interino, Francisco Lourenço Valadão, um padrão evocativo da Restauração da Independência, conhecido pelo Cruzeiro dos Altares. O padrão é na realidade um cruzeiro, construído segundo projeto do escultor e pintor Maduro Dias. A estrutura foi sofrendo ao longo dos anos obras de manutenção, nomeadamente depois do sismo de 1980 que o afetou de forma significativa. Nas décadas de 1950 e 1960, aproveitando os seus 153 m de altura, foi instalada no canto sudoeste do cruzeiro uma vigia ligada à atividade de caça à baleia centrada no Porto dos Biscoitos, entretanto removida. 
No topo do monte, em torno do cruzeiro, está instalado um miradouro de onde se avista toda a face norte da ilha Terceira, além do mar até grande distância e da ilha Graciosa. O miradouro é acessível por um caminho pedonal, com 210 m de comprimento e 46 m de desnível, com escadas laterais, a partir de um parque de estacionamento instalado no sopé do monte. Dada a sua localização, este miradouro oferece uma vista panorâmica sobre grande parte do litoral norte da Terceira. Como a freguesia dos Altares se encontra a uma altitude apreciável em relação ao nível do mar, o miradouro permite avistar, em dias claros, a ilha Graciosa no horizonte. Permite também apreciar o casario branco da freguesia misturado por entre o verde das pastagens e a encosta norte do vulcão da vizinha Serra de Santa Bárbara.
No local funcionou um retransmissor da rede analógica da RTP Açores, a transmitir no canal 38 (607,25 MHz), com 270 W de potência aparente radiada (P.A.R.), entretanto desativado pela migração para a rede digital, passando a cobertura da zona a ser assegurada por um retransmissor instalado na ilha Graciosa (Pico Jardim). O mesmo edifício é utilizado para a retransmissão das emissões do Rádio Clube de Angra, microcobertura em frequência modulada (89,6 MHz, 50 W P.A.R.), e para a rede de emergência do Serviço Municipal de Proteção Civil de Angra do Heroísmo.
No cume do monte está instalado um marco geodésico de 2.ª classe da rede nacional (aos 153 m de altitude). O vértice geodésico tem as coordenadas geodésicas (elipsoide GRS80): 38º 47' 57,242114" N e 27º 17' 28,040638" W e uma altitude ortométrica de 154,395 m (topo) e 153,195 m (base).

## Galeria

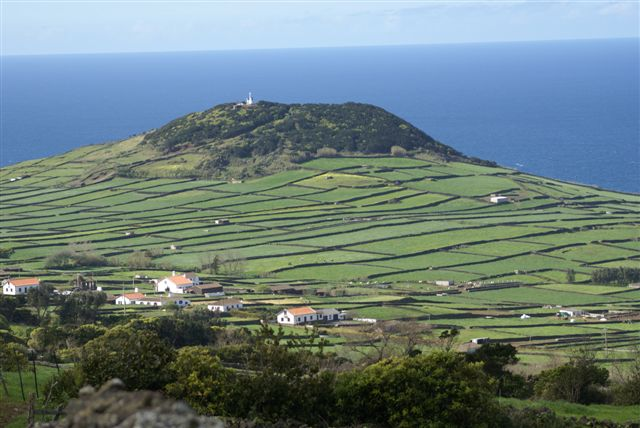
Pico Matias Simão visto do sul.
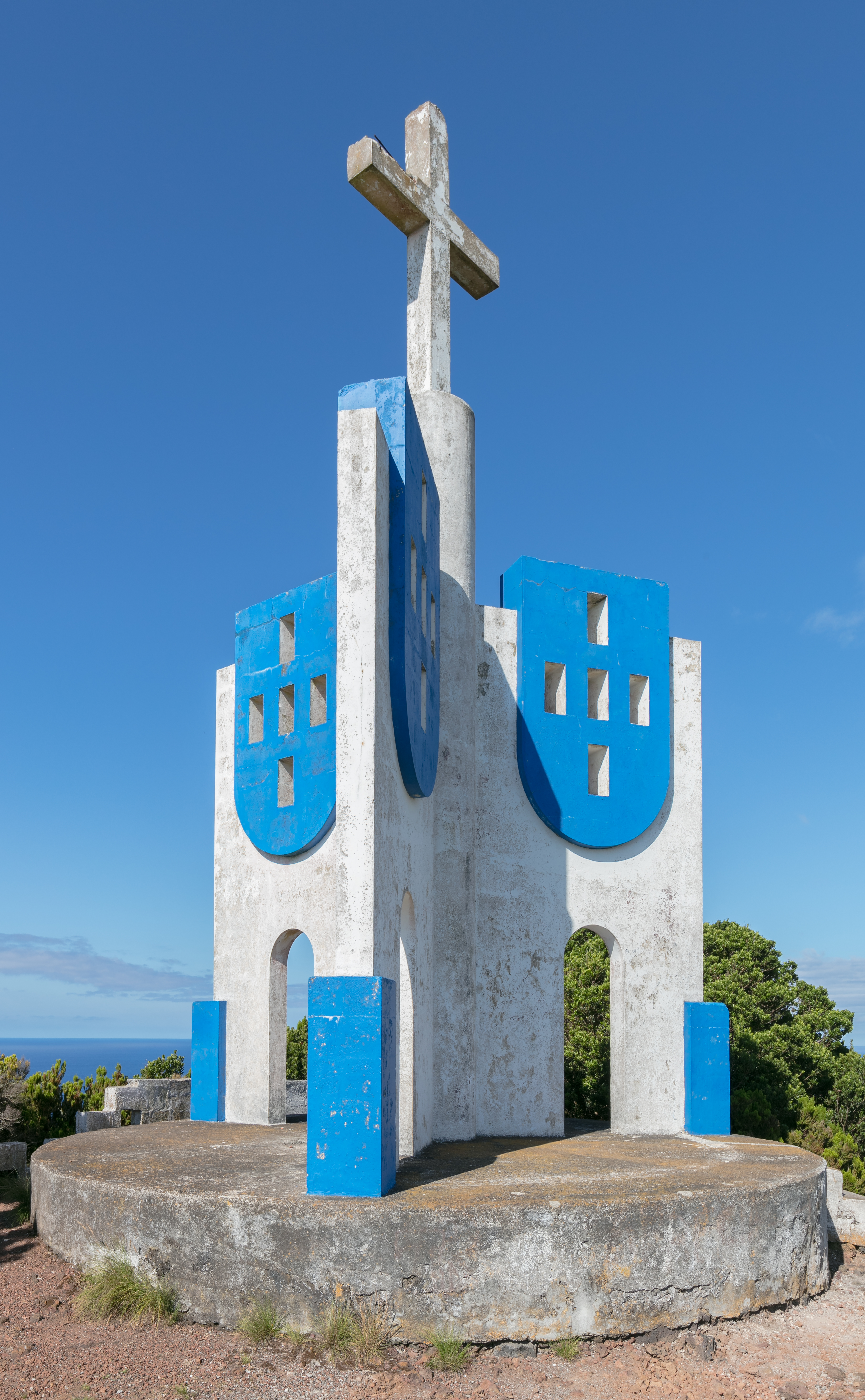
Cruzeiro.
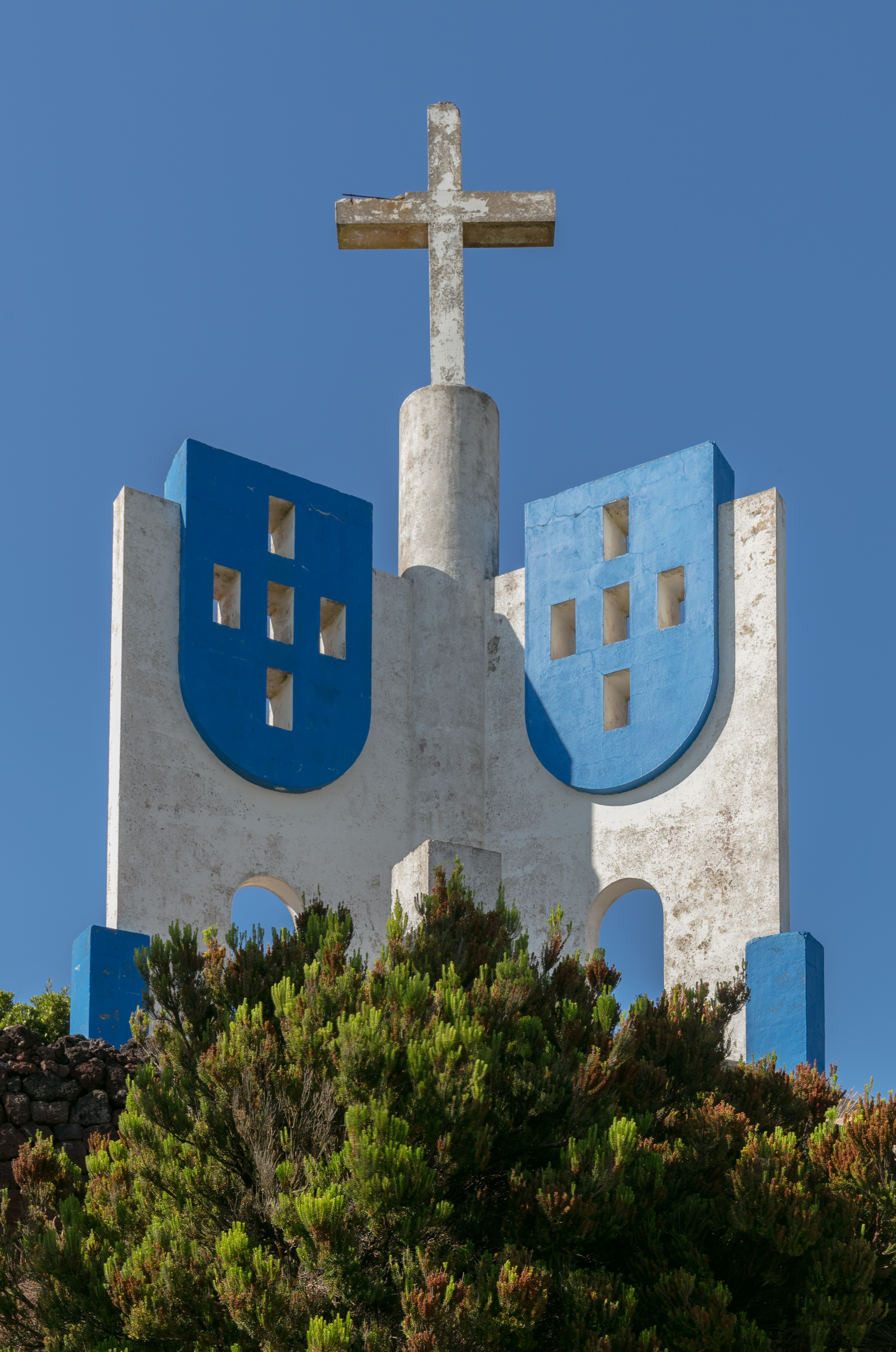
Outra vista do cruzeiro.
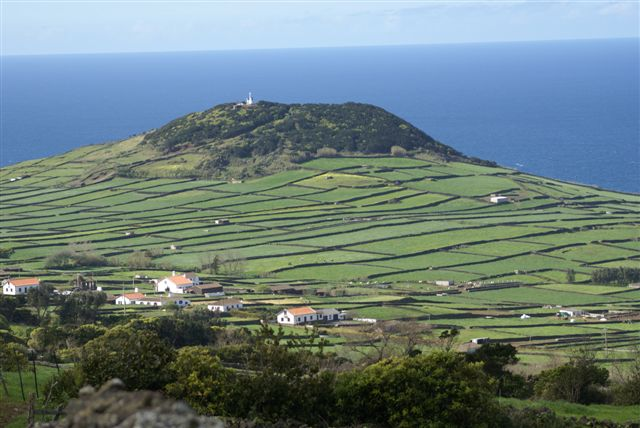
Vista do pico à distância.
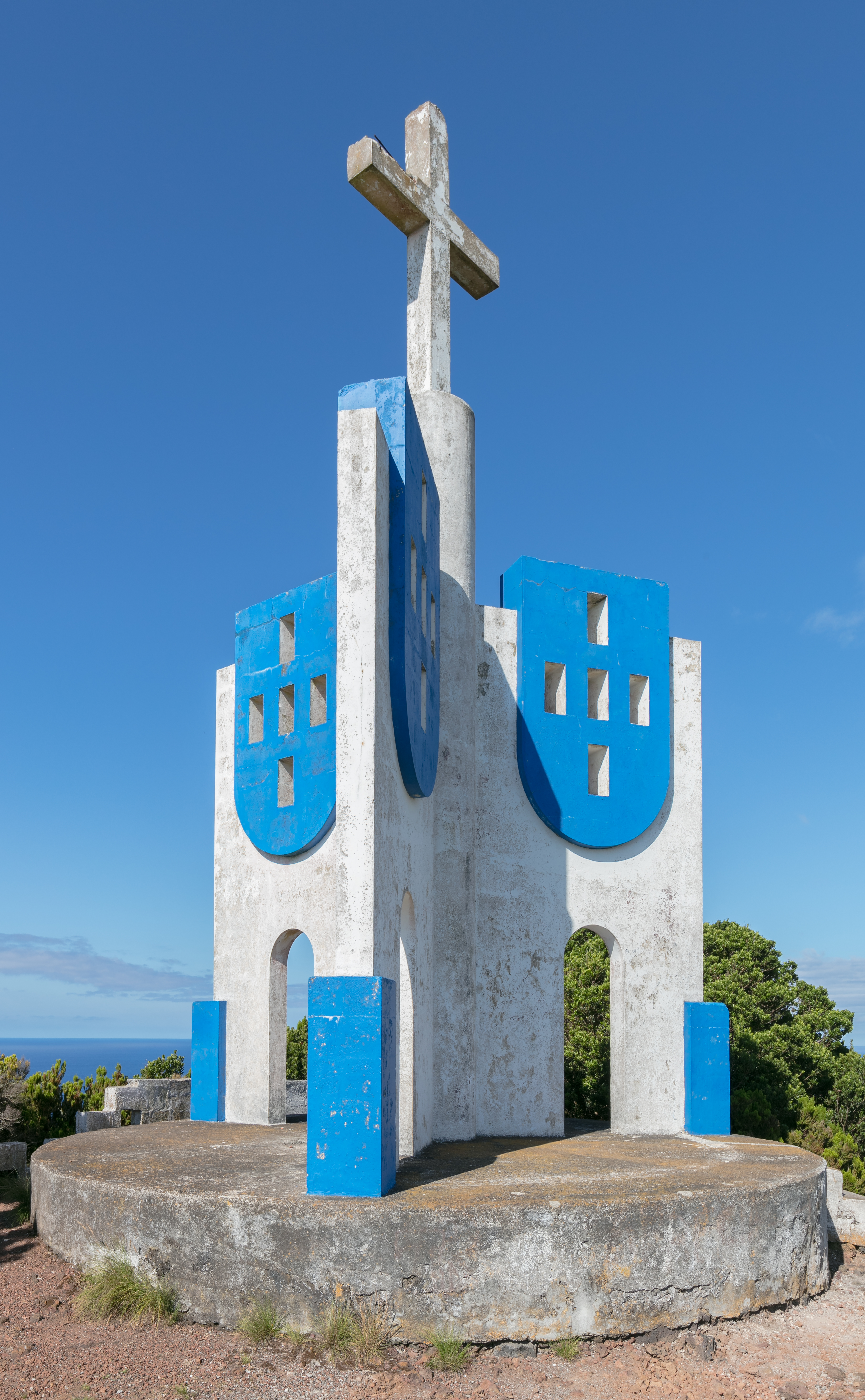
Cruzeiro no pico, autoria de Francisco Coelho Maduro Dias